# Kumluca (Antalya)
Kumluca ist eine türkische Stadt im gleichnamigen Landkreis der türkischen Provinz Antalya und gleichzeitig ein Stadtbezirk der 1993 geschaffenen Büyükşehir belediyesi Antalya (Großstadtgemeinde/Metropolprovinz). Kumluca liegt an der Bucht von Finike (Finike körfezi), 94 km westlich des Stadtzentrums von Antalya.
Die Stadt Kumluca ist eine reine Verwaltungs- und Einkaufsstadt. Das Gebiet um Kumluca (Beykonak – Mavikent) gilt als der Obst- und Gemüsegarten von Antalya. Überwiegend wird in Familienbetrieben  Gemüseanbau in Gewächshäusern betrieben. Meistens werden hier Tomaten, Gurken, Zucchini usw. angebaut. Außerdem gibt es viele Plantagen mit Apfelsinen, Zitronen und Mandarinen. Kumluca liegt in einer wasserreichen Ebene zwischen den Ausläufern des Taurusgebirges und dem Mittelmeer. Dadurch ist das Stadtgebiet nach Unwettern stark hochwassergefährdet. Fast die gesamte Ebene ist mit Gewächshäusern bebaut.
In Kumluca findet jeden Freitag ein zweigeteilter Wochenmarkt statt. Der große überdachte Gemüsemarkt befindet sich in der Innenstadt an der Straße Richtung Antalya, der Markt für Bekleidung usw. befindet sich etwas abseits in der Innenstadt, in der Nähe der Straße nach Altınyaka. Es gibt Busverbindungen nach Antalya, Finike, Kale (Demre), Kaş und Fethiye sowie Fernbusse. Kleinbusse Dolmuş bedienen den Stadtverkehr und das weitere Umfeld.
Zum Kreis Kumluca gehören direkt am Meer der größere Ort Mavikent und das Dorf Karaöz (Ferienhaussiedlung). Durch diesen Bereich führt der Lykische Fernwanderweg Fethiye – Antalya.
In den Bergen reicht der Kreis weit an Kemer vorbei in den Beydağları Olympos Nationalpark in Richtung Antalya. Dort findet man u. a. das Städtchen Altınyaka (Forellenzucht/Restaurants) und in dessen Nähe eine antike Stadt (Saraycık/Kitanaura) bei Gölcük und interessante geologische (vulkanische) Formationen.
Der Fluss Alakır Çayı fließt durch dieses Gebiet, der hinter der Stadt Kumluca in den Bergen durch die Alakır-Talsperre aufgestaut wird.
Seit einer Gebietsreform 2014 ist der Landkreis flächen- und einwohnermäßig identisch mit der Kreisstadt, alle ehemaligen Dörfer und Gemeinden des Kreises wurden Ortsteile der Stadt. Seit 1928 hat Kumnluca den Status einer Gemeinde (Belediye)
Kumluca ist touristisch geringer erschlossen als seine Nachbarstädte (Kaş, Finike, Kemer).

## Antike Stätten
In der Umgebung befinden sich folgende antike Stätten:
- Melanippe bei Karaöz (Karaöz Liman),
- Gagai bei Mavikent,
- Korydalla  westlich des Zentrums von Kumluca, hier wurde 1963 der Kumluca-Schatz gefunden
- Akaliassos und Saraycık (antik: Kitanaura) in den Bergen
- Rhodiapolis am Stadtrand von Kumluca auf einem Hügel (Ausgrabungen)

An der Landstraße von Kumluca nach Turunçova liegt die bis anhin wenig beachtete, 360 m lange Brücke bei Limyra aus der Römerzeit, die als eine der ältesten Segmentbogenbrücken der Welt von herausragender technikgeschichtlicher Bedeutung ist.